# Sujiatun
Sujiatun léase Su-Chiátun (en chino:苏家屯区, pinyin:Sūjiātún qū) es un distrito urbano bajo la administración directa de la subprovincia de Shenyang. Se ubica en la provincia de Liaoning , noreste de la República Popular China . Su área es de 776 km² y su población total para 2010 fue +400 mil habitantes.

## Administración
El distrito de Sujiatun se divide en 19 pueblos que se administran en 7 subdistritos, 7 poblados y 5 villas.